# Saint-Pierre-d'Aurillac
Saint-Pierre-d'Aurillac est une commune du Sud-Ouest de la France, située dans le département de la Gironde, en région Nouvelle-Aquitaine.

## Géographie

### Localisation
La commune de Saint-Pierre-d'Aurillac se situe au nord (rive droite) de la Garonne, à 49 km au sud-est de Bordeaux, chef-lieu du département, à 6 km à l'est-nord-est de Langon, chef-lieu d'arrondissement et à 3 km à l'est de Saint-Macaire, ancien chef-lieu de canton.

### Communes limitrophes
Les communes limitrophes sont  Castets et Castillon, Castets-en-Dorthe, Le Pian-sur-Garonne, Saint-André-du-Bois, Saint-Martin-de-Sescas, Saint-Pardon-de-Conques et Saint-Pierre-de-Mons.
|                         | Saint-André-du-Bois       |                        |
| Le Pian-sur-Garonne     | Saint-Pierre-d'Aurillac   | Saint-Martin-de-Sescas |
| Saint-Pardon-de-Conques | Rive gauche de la Garonne | Castets et Castillon   |

### Géologie et relief
La répartition de l'occupation des sols est de 5,8 % de territoires artificialisés, 85 % de territoires agricoles, 4,1 % de forêts et milieux semi-naturels et 4,6 % de surfaces en eau.
La superficie de la commune est de 652 hectares ; son altitude varie de 0  à   115 mètres.

### Hydrographie

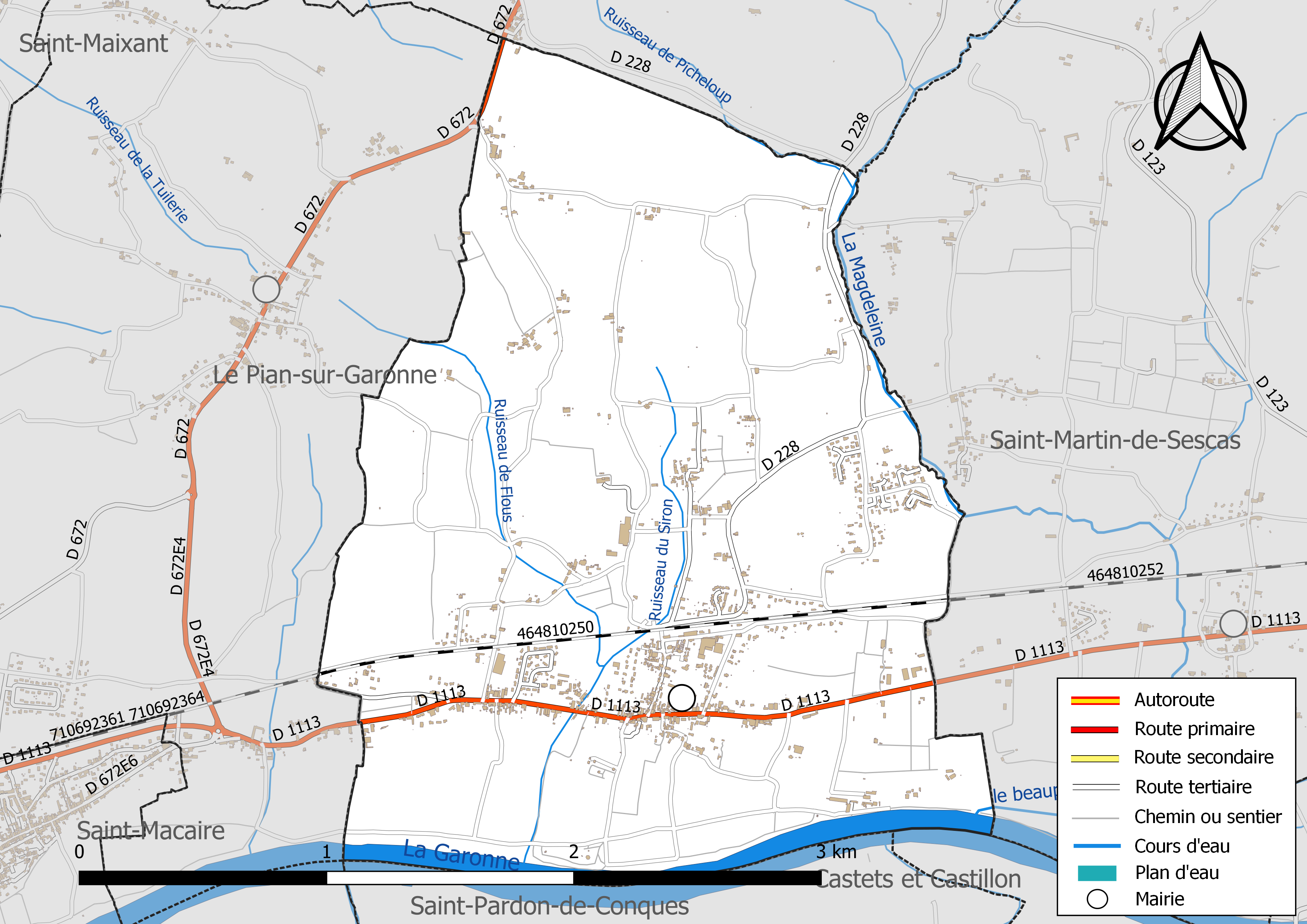
Réseaux hydrographique et routier de Saint-Pierre-d'Aurillac.

La commune dépend du territoire de l'agence de l'eau Adour-Garonne, dans le bassin versant de la Garonne (du confluent du Lot au confluent de la Dordogne à 100 %). Elle intègre le sous-bassin du confluent du Dropt au confluent du Ciron. On y recense environ 3,7 km de cours d'eau : la Garonne sur une longueur de 2,7 km, la Magdeleine sur une longueur de 0,9 km et le Beaupommé sur une longueur de 0,1 km.
En ce qui concerne les ressources en eau souterraine, la commune se situe sur les aquifères suivants : Entre-deux-Mers à 78 % et le restant « Garonne aval / entre Langon et le confluent du Lot ».

### Climat
Pour des articles plus généraux, voir Climat de la Nouvelle-Aquitaine et Climat de la Gironde.
Historiquement, la commune est exposée à un climat océanique aquitain.  
En 2020, Météo-France publie une typologie des climats de la France métropolitaine dans laquelle la commune est exposée à un climat océanique et est dans la région climatique  Aquitaine, Gascogne, caractérisée par une pluviométrie abondante au printemps, modérée en automne, un faible ensoleillement au printemps, un été chaud (19,5 °C), des vents faibles, des brouillards fréquents en automne et en hiver et des orages fréquents en été (15 à 20 jours).
Pour la période 1971-2000, la température annuelle moyenne est de 12,6 °C, avec une amplitude thermique annuelle de 15,4 °C. Le cumul annuel moyen de précipitations est de 815 mm, avec 11 jours de précipitations en janvier et 6,5 jours en juillet. Pour la période 1991-2020, la température moyenne annuelle observée sur la station météorologique la plus proche, située sur la commune de Cazats à 11 km à vol d'oiseau, est de 13,7 °C et le cumul annuel moyen de précipitations est de 825,5 mm,. Pour l'avenir, les paramètres climatiques de la commune estimés pour 2050 selon différents scénarios d’émission de gaz à effet de serre sont consultables sur un site dédié publié par Météo-France en novembre 2022.

## Urbanisme

### Typologie
Au 1er janvier 2024, Saint-Pierre-d'Aurillac est catégorisée bourg rural, selon la nouvelle grille communale de densité à sept niveaux définie par l'Insee en 2022.
Elle appartient à l'unité urbaine de Saint-Macaire, une agglomération intra-départementale regroupant huit  communes, dont elle est ville-centre,,. Par ailleurs la commune fait partie de l'aire d'attraction de Bordeaux, dont elle est une commune de la couronne,. Cette aire, qui regroupe 275 communes, est catégorisée dans les aires de 700 000 habitants ou plus (hors Paris),.

### Occupation des sols

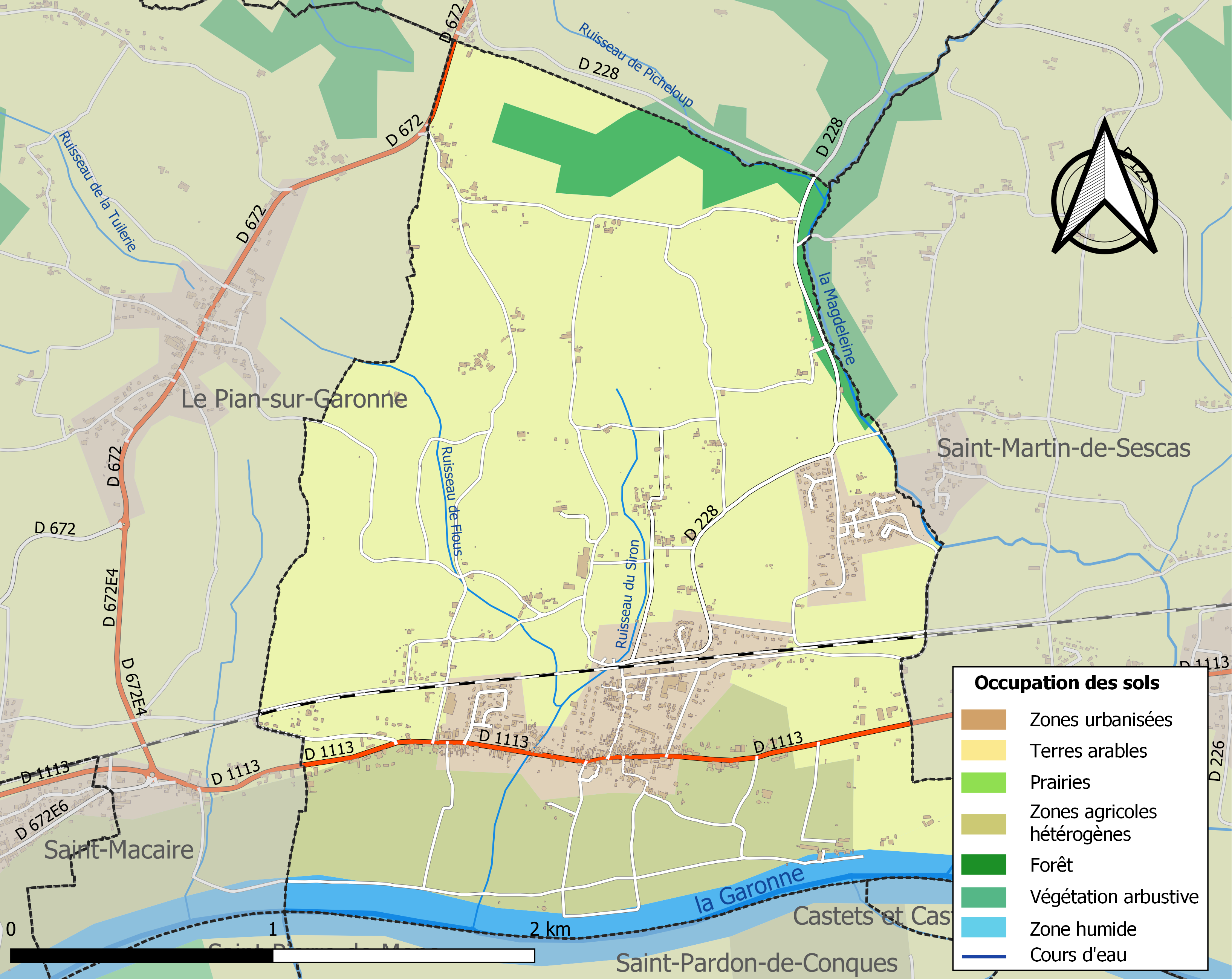
Carte des infrastructures et de l'occupation des sols de la commune en 2018 (CLC).

L'occupation des sols de la commune, telle qu'elle ressort de la base de données européenne d’occupation biophysique des sols Corine Land Cover (CLC), est marquée par l'importance des territoires agricoles (80,8 % en 2018), en diminution par rapport à 1990 (86,4 %). La répartition détaillée en 2018 est la suivante : 
cultures permanentes (64,1 %), zones agricoles hétérogènes (16,1 %), zones urbanisées (10,5 %), eaux continentales (4,6 %), forêts (4,1 %), terres arables (0,6 %). L'évolution de l’occupation des sols de la commune et de ses infrastructures peut être observée sur les différentes représentations cartographiques du territoire : la carte de Cassini (XVIIIe siècle), la carte d'état-major (1820-1866) et les cartes ou photos aériennes de l'IGN pour la période actuelle (1950 à aujourd'hui).

### Voies de communication et transports
Le territoire communal est traversé par la route départementale 1113, ancienne route nationale 113 (Marseille-Bordeaux) qui mène vers l'ouest à Langon et vers l'est à La Réole.
L'autoroute la plus proche est l'autoroute A62 dont l'accès no 3 dit de Langon, est distant de 7 km par la route vers le sud-sud-ouest.
L'accès no 1, dit de Bazas, à l'autoroute A65 (Langon-Pau) se situe à 20 km vers le sud.
La commune est desservie par la SNCF à la gare de Saint-Pierre-d'Aurillac sur la ligne Bordeaux - Sète du TER Nouvelle-Aquitaine. La gare de Langon présentant plus de trafic se situe à 6 km vers le sud-sud-ouest.

### Risques majeurs
Le territoire de la commune de Saint-Pierre-d'Aurillac est vulnérable à différents aléas naturels : météorologiques (tempête, orage, neige, grand froid, canicule ou sécheresse), inondations, mouvements de terrains et séisme (sismicité très faible). Un site publié par le BRGM permet d'évaluer simplement et rapidement les risques d'un bien localisé soit par son adresse soit par le numéro de sa parcelle.
Certaines parties du territoire communal sont susceptibles d’être affectées par le risque d’inondation par débordement de cours d'eau, notamment la Garonne et le Beuve. La commune a été reconnue en état de catastrophe naturelle au titre des dommages causés par les inondations et coulées de boue survenues en 1982, 1983, 1990, 1991, 1993, 1997, 1999, 2009, 2020 et 2021,.
Les mouvements de terrains susceptibles de se produire sur la commune sont des éboulements, chutes de pierres et de blocs.

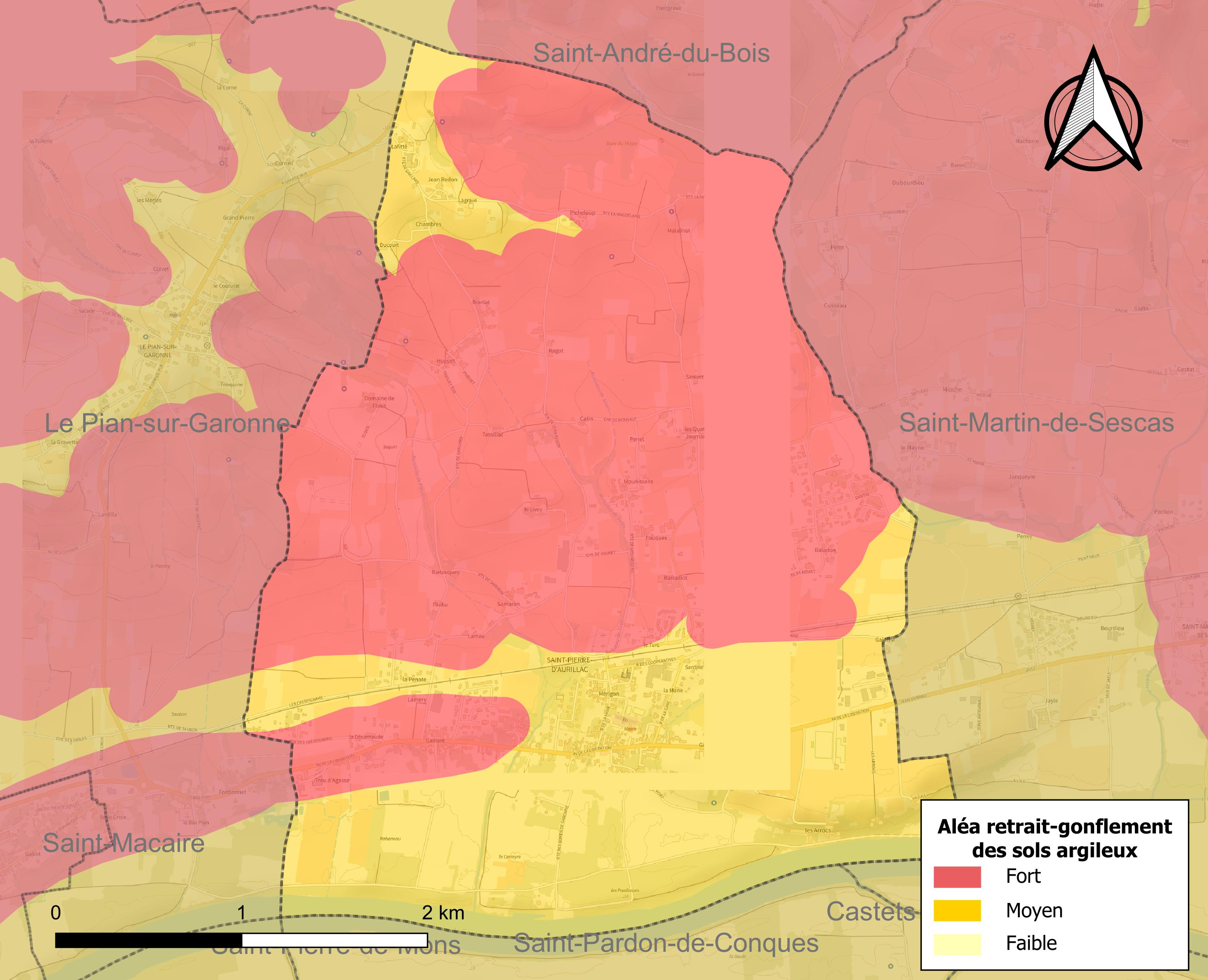
Carte des zones d'aléa retrait-gonflement des sols argileux de Saint-Pierre-d'Aurillac.

Le retrait-gonflement des sols argileux est susceptible d'engendrer des dommages importants aux bâtiments en cas d’alternance de périodes de sécheresse et de pluie. La totalité de la commune est en aléa moyen ou fort (67,4 % au niveau départemental et 48,5 % au niveau national). Sur les 632 bâtiments dénombrés sur la commune en 2019, 632 sont en aléa moyen ou fort, soit 100 %, à comparer aux 84 % au niveau départemental et 54 % au niveau national. Une cartographie de l'exposition du territoire national au retrait gonflement des sols argileux est disponible sur le site du BRGM,.
Concernant les mouvements de terrains, la commune a été reconnue en état de catastrophe naturelle au titre des dommages causés par des mouvements de terrain en 1999.

## Toponymie
On peut supposer qu'à l'instar de la ville d'Aurillac dans le Cantal, un nommé « Aurelius » aurait, à l'époque gallo-romaine, habité le lieu qui aurait été appelé « Aureliacum » c'est-à-dire la villa d'Aurelius.
Le lieu de culte est dédié à saint Pierre (ou saint Pey en gascon).
Le nom de la commune est Sent Peir d'Orlhac ou Sent Pèir d'Aurelhac en gascon.
Au cours de la période de la Convention nationale (1792-1795), elle a porté le nom révolutionnaire d'Aurillac-sur-Garonne.

## Histoire
Excepté quelques haches préhistoriques du Néolithique, silex taillés et polis, les plus anciens vestiges historiques découverts à Saint-Pierre-d'Aurillac sont les restes d'une ville gallo-romaine datant du IIe ou IIIe siècle apr. J.-C..
- François Joannet signale en 1839 un site antique au lieu-dit Aiguillon. Léo Drouyn confirme la découverte d'un carrelage de mosaïque de marbre trente ans plus tard.
- F. Piganeau signale en 1897 un site romain au Village de Huguet.
- En 1962, au lieu-dit La Chapelle, des fondations de murs en petit appareil ont été dégagées.
- En janvier 1966, des fouilles officielles dans le chœur de l'église paroissiale ont mis au jour une grande salle à abside dont le sol était en béton à tuileau. Ce sol avait été défoncé pour y déposer sept sarcophages mérovingiens[26].
- En 1992, une canalisation de 12 mètres de long et les vestiges d'un habitat gallo-romain ont été redécouverts lors de sondages près du centre de loisirs.

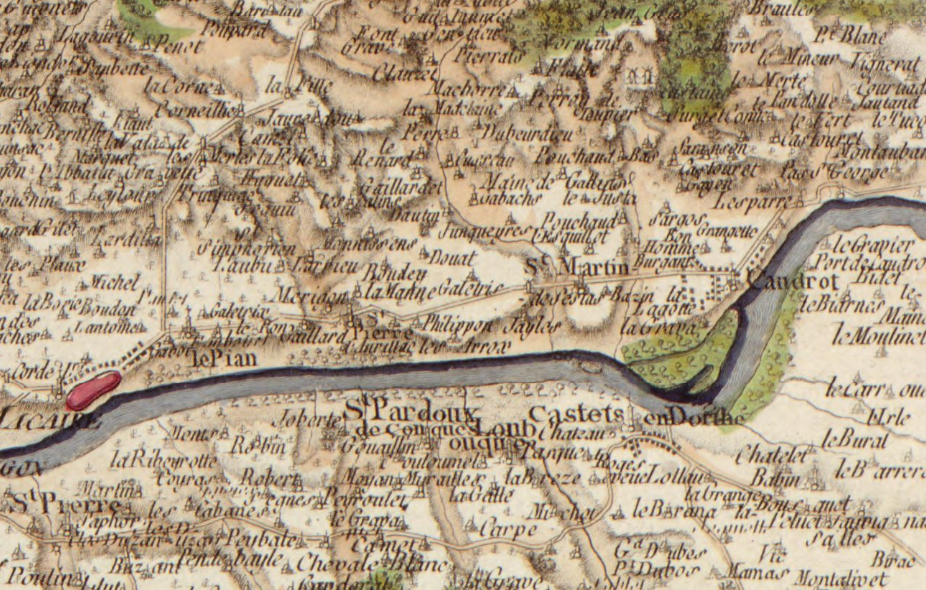
La Garonne à hauteur de Saint-Pierre-d'Aurillac, sur la carte de Cassini.

Ancien prieuré bénédictin qui dépendait de l'abbaye d'Aurillac.
À la Révolution, la paroisse Saint-Pierre-d'Aurillac forme la commune de Saint-Pierre d'Aurillac. La commune de Saint-Pierre-d'Aurillac a été démembrée d'une partie de sa section D, rattachée à la commune de Saint-Pardon-de-Conques.
La susdite section D de la commune de Saint-Pierre-d'Aurillac, nommée Isle-de-Barreau, a été soustraite à cette commune et attribuée à Saint-Pardon-de-Conques au début du XIXe siècle (apparaissant pétrusienne-aurillacoise sur le plan cadastral de 1812 de Saint-Pardon, et perdonnaise sur le plan cadastral de 1851 de Saint-Pardon).

## Politique et administration

### Rattachements administratifs et électoraux
Commune faisant partie de la douzième circonscription de la Gironde de la communauté de communes du Réolais en Sud Gironde et du canton de l'Entre-deux-Mers (avant le redécoupage départemental de 2014, Saint-Pierre-d'Aurillac faisait partie de l'ex-canton de Saint-Macaire).

### Jumelages
- Morfontaine, département de Meurthe-et-Moselle (France) depuis 1972[32]
- Thil, département de Meurthe-et-Moselle (France) depuis 1972[32]

## Population et société

### Démographie
| 1793  | 1800  | 1806  | 1821  | 1831  | 1836  | 1841  | 1846  | 1851  |
| ----- | ----- | ----- | ----- | ----- | ----- | ----- | ----- | ----- |
| 1 147 | 1 202 | 1 266 | 1 290 | 1 305 | 1 273 | 1 295 | 1 297 | 1 308 |

| 1856  | 1861  | 1866  | 1872  | 1876  | 1881  | 1886  | 1891  | 1896  |
| ----- | ----- | ----- | ----- | ----- | ----- | ----- | ----- | ----- |
| 1 303 | 1 254 | 1 208 | 1 209 | 1 152 | 1 161 | 1 107 | 1 126 | 1 177 |

| 1901  | 1906  | 1911  | 1921  | 1926 | 1931 | 1936 | 1946 | 1954 |
| ----- | ----- | ----- | ----- | ---- | ---- | ---- | ---- | ---- |
| 1 173 | 1 167 | 1 094 | 1 023 | 951  | 960  | 932  | 887  | 923  |

| 1962 | 1968 | 1975  | 1982  | 1990  | 1999  | 2006  | 2008  | 2013  |
| ---- | ---- | ----- | ----- | ----- | ----- | ----- | ----- | ----- |
| 892  | 908  | 1 008 | 1 227 | 1 249 | 1 088 | 1 259 | 1 308 | 1 320 |

| 2018  | 2022  | - | - | - | - | - | - | - |
| ----- | ----- | - | - | - | - | - | - | - |
| 1 312 | 1 277 | - | - | - | - | - | - | - |

### Enseignement
Saint-Pierre-d'Aurillac fait partie de l'académie de Bordeaux.
L'éducation est assurée par une école primaire publique : deux classes maternelles et quatre classes élémentaires, avec restauration et accueil périscolaire.
Dans le cadre de la réforme des rythmes scolaires, l'accès aux Temps d'activités périscolaires (TAP) est gratuit et facultatif, quatre jours par semaine, à la sortie des classes.

### Associations

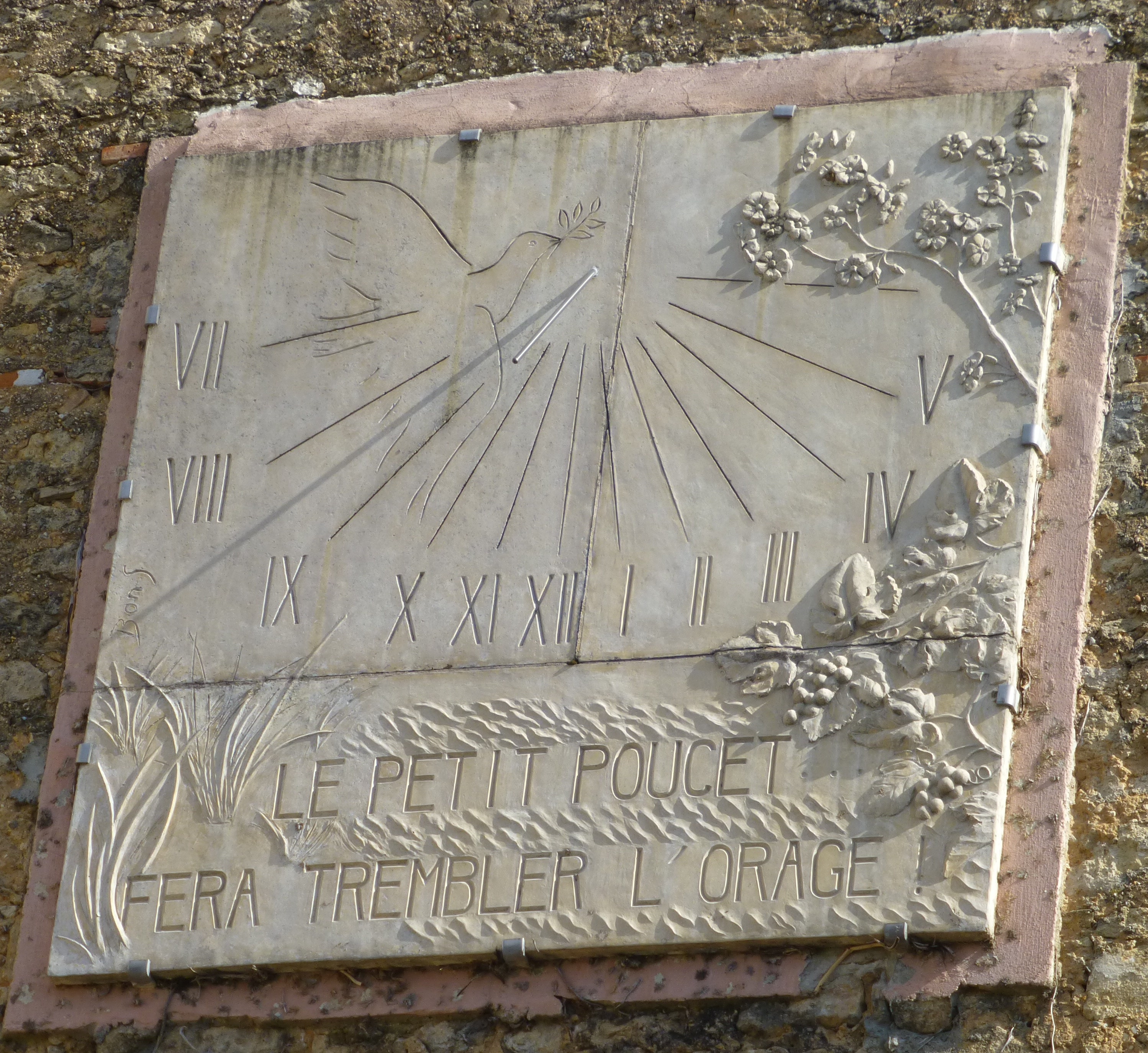
Cadran solaire et devise du Petit Poucet

- Les Sous-fifres de Saint-Pierre est une association de musiciens bénévoles qui organise, chaque année, un festival de musique et de danse, « Les Fifres de Garonne », auquel participent des groupes musicaux de Gascogne ou d'ailleurs[36].
- Les Tréteaux de Saint-Pierre d'Aurillac, est une association de bénévoles qui monte et propose, tous les deux ans, un spectacle de variétés[37].
- Invideoveritas est une association qui collecte la mémoire locale (films, images, entretiens) et la diffuse sur internet[38].

### Sports et équipements sportifs
Plusieurs associations sportives sont représentées sur le territoire communal : cyclisme, football (stade municipal), gymnastique (salle d'haltérophilie), karting, pétanque (terrain) et tennis (court et mur).
Une boucle de randonnée pédestre de 9,5 km a été aménagée depuis les bords du fleuve.

### Écologie et recyclage
Le site des Jetins en bordure du fleuve est inscrit en tant que monument naturel (sous surveillance) sur recommandation de l'inspecteur général des sites en 1977 comme site naturel de qualité. Les jetins sont des zones inondables en bord de Garonne qui avaient été plantées de saules (aubiers), on les appelait les forêts d'aubarèdes (prononcer aoubarèdes). Il y actuellement des platanes, une forêt de noyers et de frênes et une grande diversité d’arbres d’ornements plantés récemment.
Après l'enquête publique de 2013 sur le projet du plan de prévention du risque inondation, le rapport a été mis en ligne, ainsi que les conclusions du rapport du commissaire enquêteur.

## Économie
- Sur les 652 hectares de la commune, 330 sont consacrés à la culture de la vigne qui est la principale activité économique. Il s'y produit des vins de bordeaux A.O.C. et de côtes-de-bordeaux-saint-macaire dont les principaux titres sont Portail de Saint-Pierre, Château Samaran, Château Treytins du Grand Plantier, Domaine des Catalpas, Château Laroque, Château Mousseyron et Gaillardet Poétique.
- Une zone artisanale dite Galétrix a été créée en 2004 en bordure de la D1113 en direction de Saint-Martin-de-Sescas.
- Une importante entreprise de pépinières viticoles exerce son activité sur une vingtaine d'hectares sur l'ouest de la commune.
- Le tourisme rural s'est implanté sur le territoire de Saint-Pierre-d'Aurillac : plusieurs gîtes sont labellisés gîtes de France avec deux ou trois épis.

## Culture et patrimoine

### Lieux et monuments
- L'église Saint-Pierre[43] a été presque entièrement édifiée au XIXe siècle, dans un style néoroman. Elle présente une nef longue et basse, à six travées, soulignées extérieurement par de nombreux contreforts. Un clocher carré dans-œuvre s'élève à l'angle nord-ouest de l'édifice.
- À proximité de l'église, le monument aux morts se situe sur un parvis urbain où l'on peut voir au sol une représentation de la Colombe de la paix de Picasso dessinée à l'aide de pavés colorés.
- La commune n'abrite pas moins de quatre lavoirs régulièrement entretenus, le lavoir de l'église, celui de la Mane au nord du bourg, celui de Rabaneau à proximité du Pian et celui de Mérigon[44].

Les lavoirs

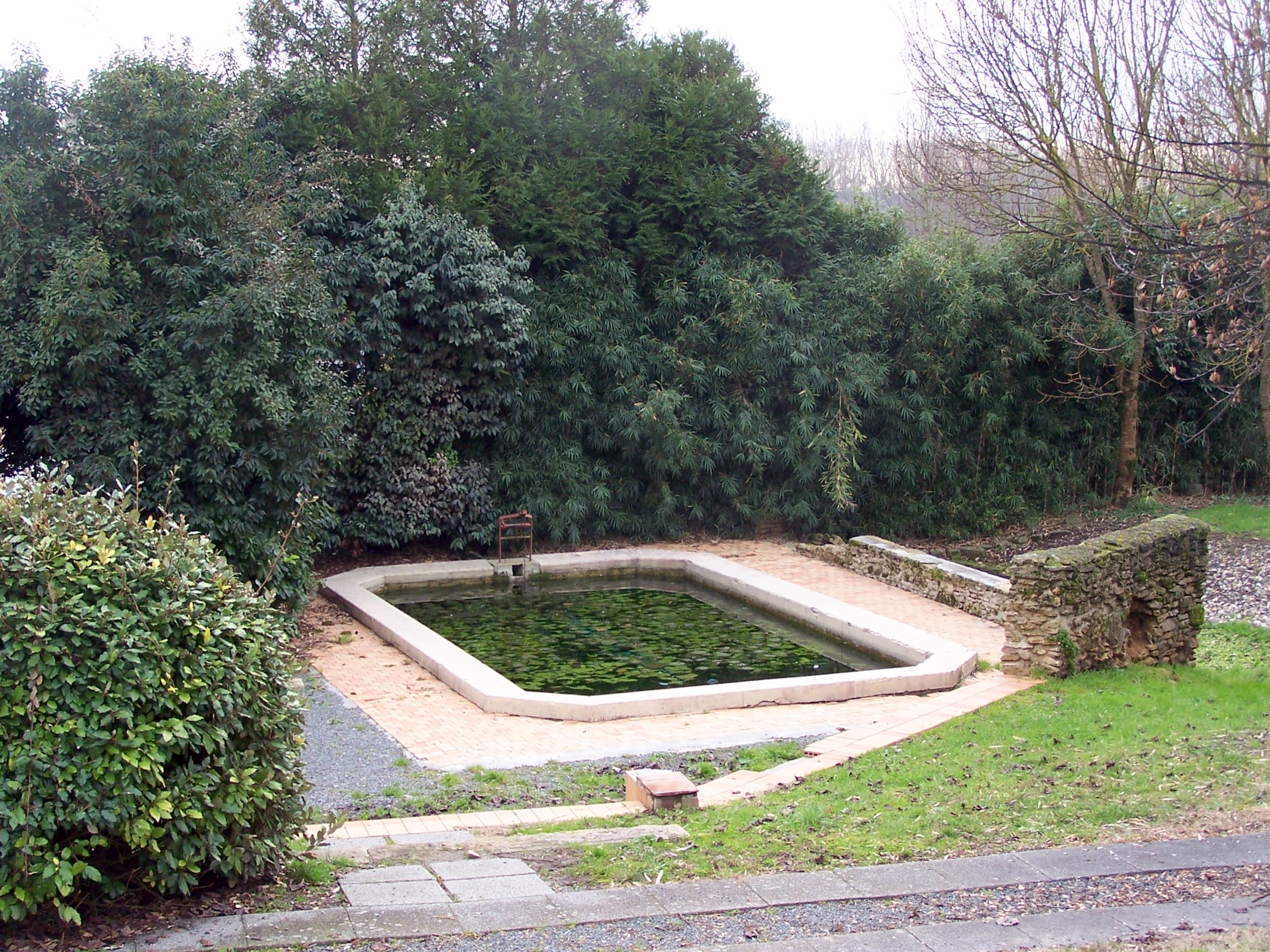
Le lavoir de l'église (janvier  2010)
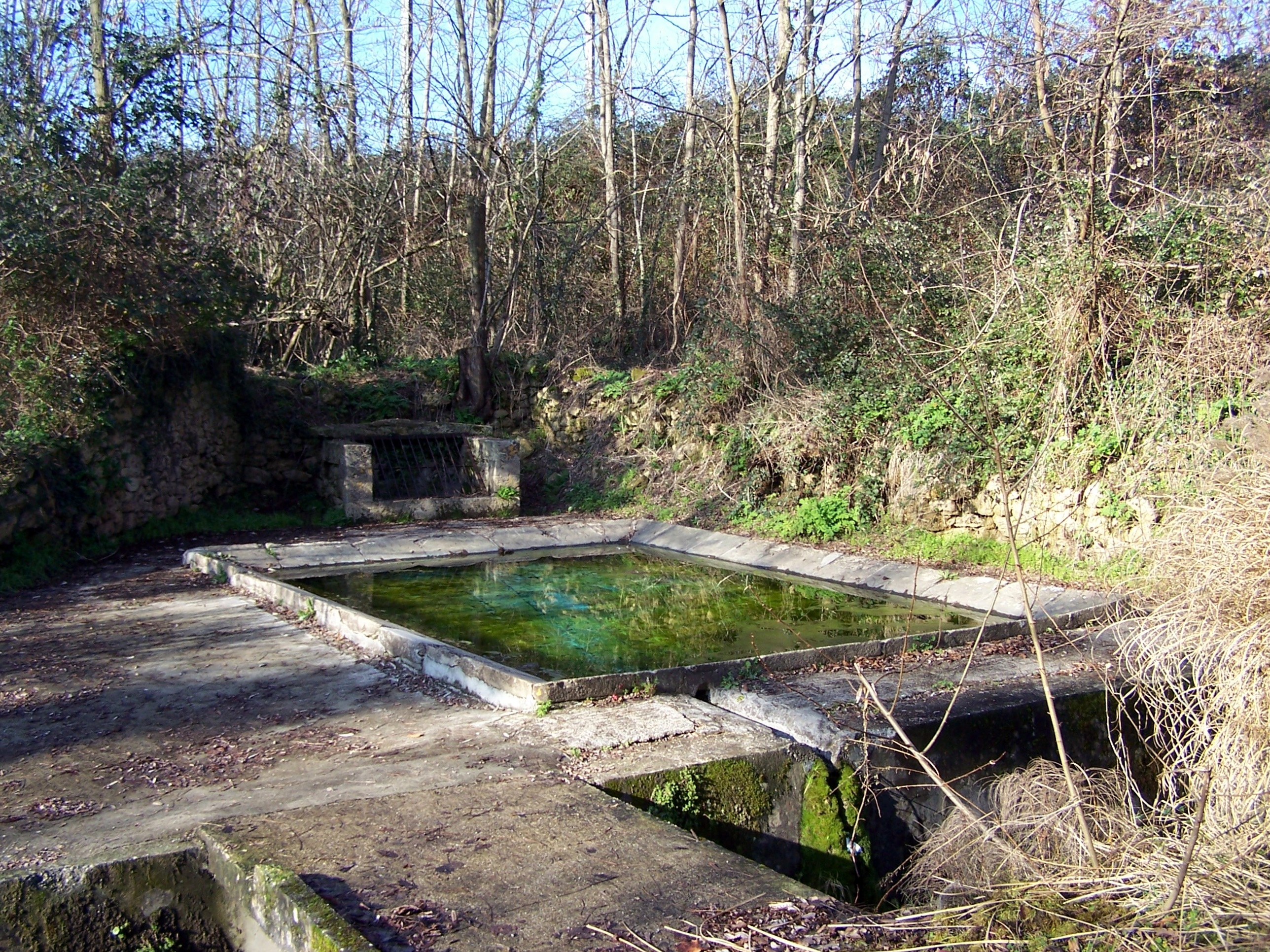
Le lavoir de la Mane (janvier  2010)
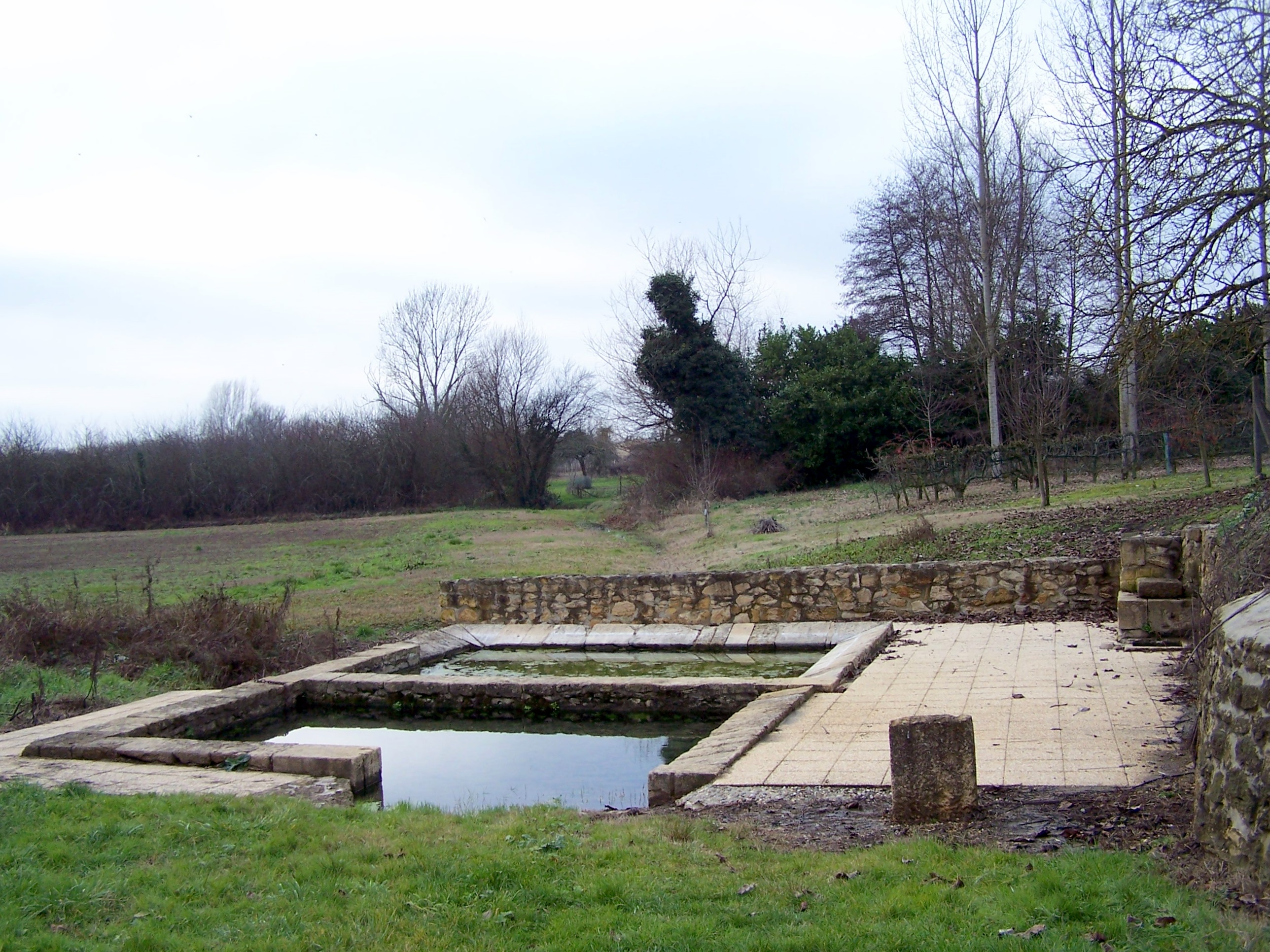
Le lavoir de Rabaneau (janvier  2010)
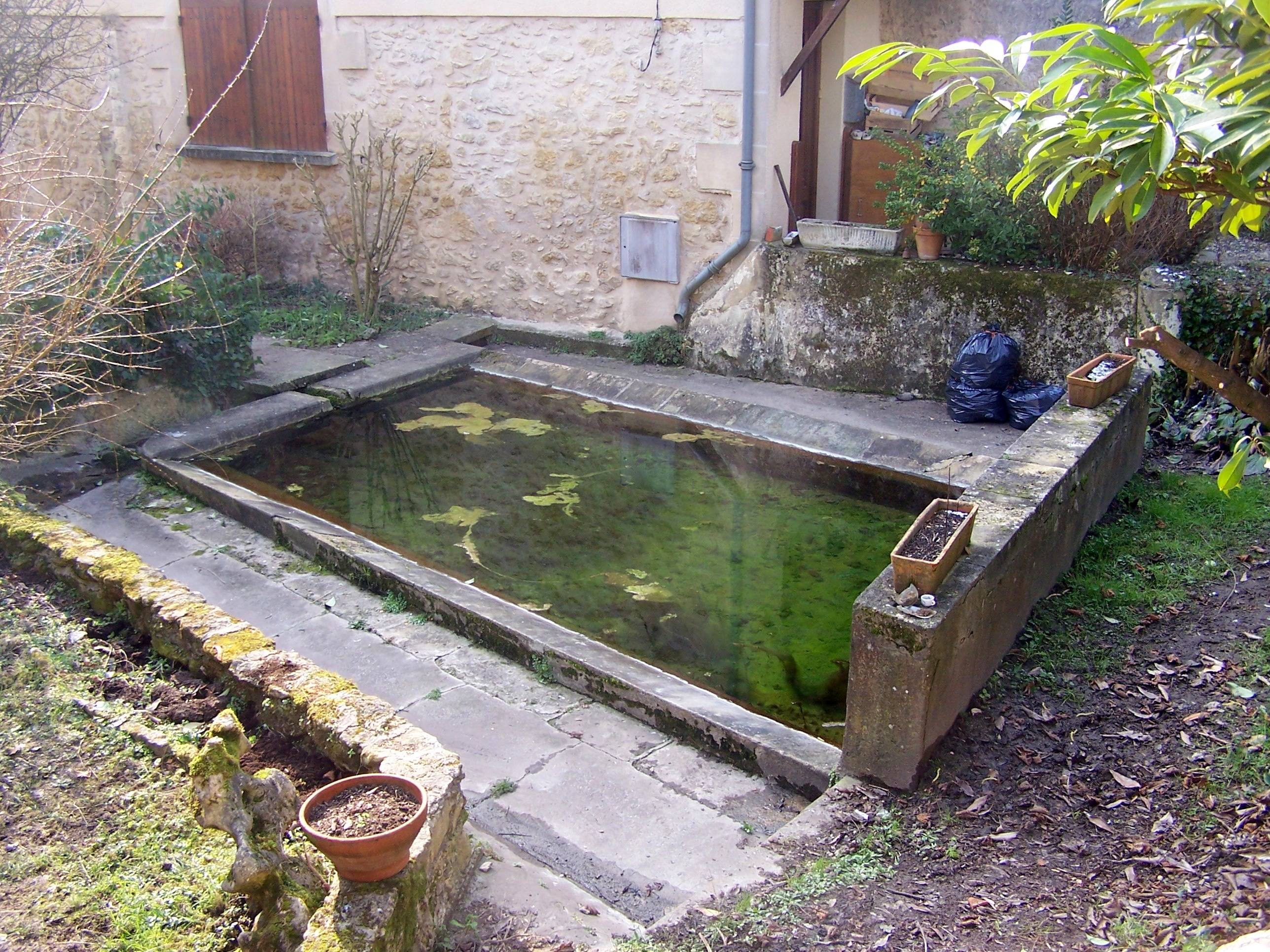
Le lavoir de Mérigon (février 2010)

Autres lieux

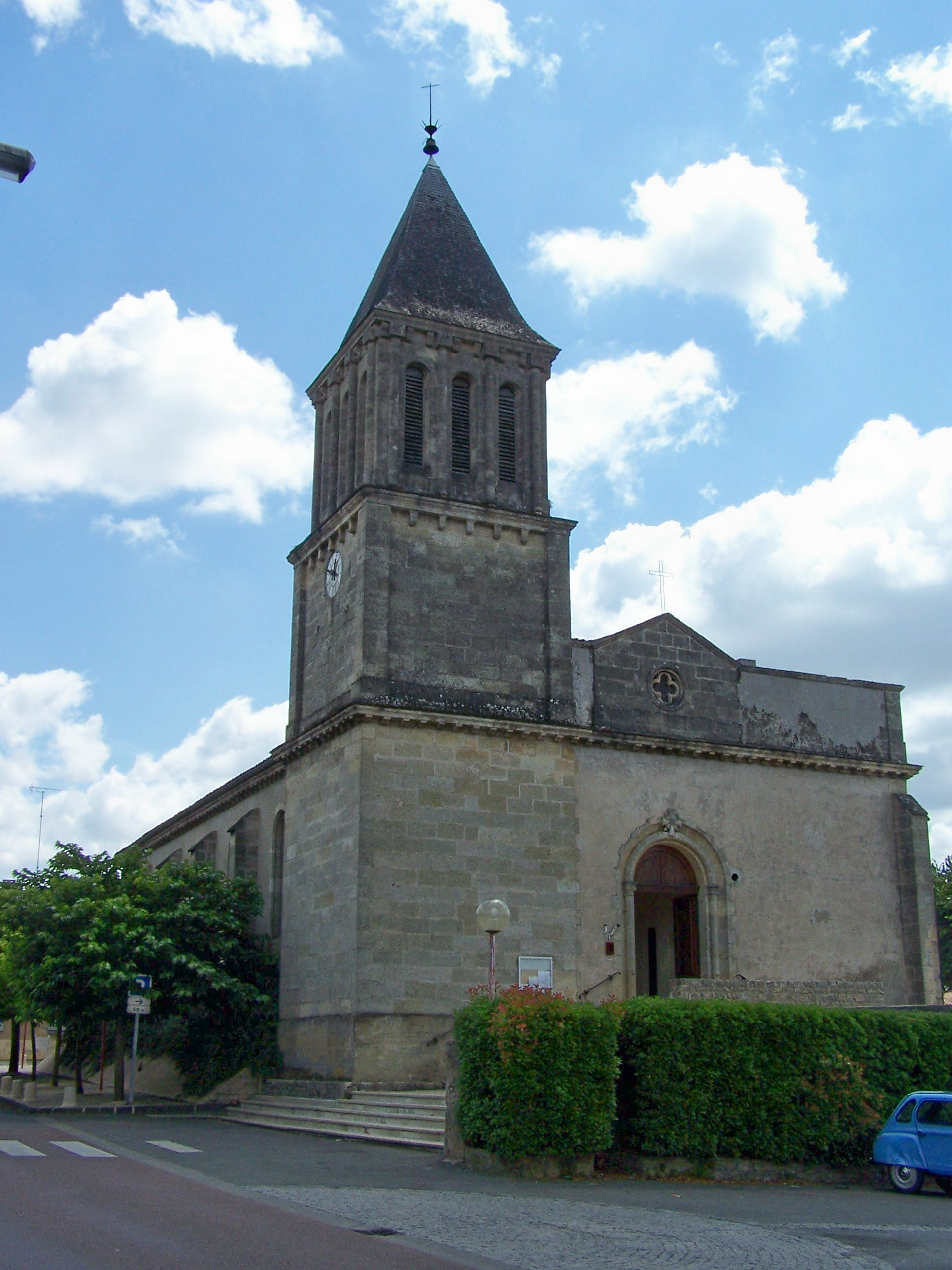
L'église Saint-Pierre (juin 2009)
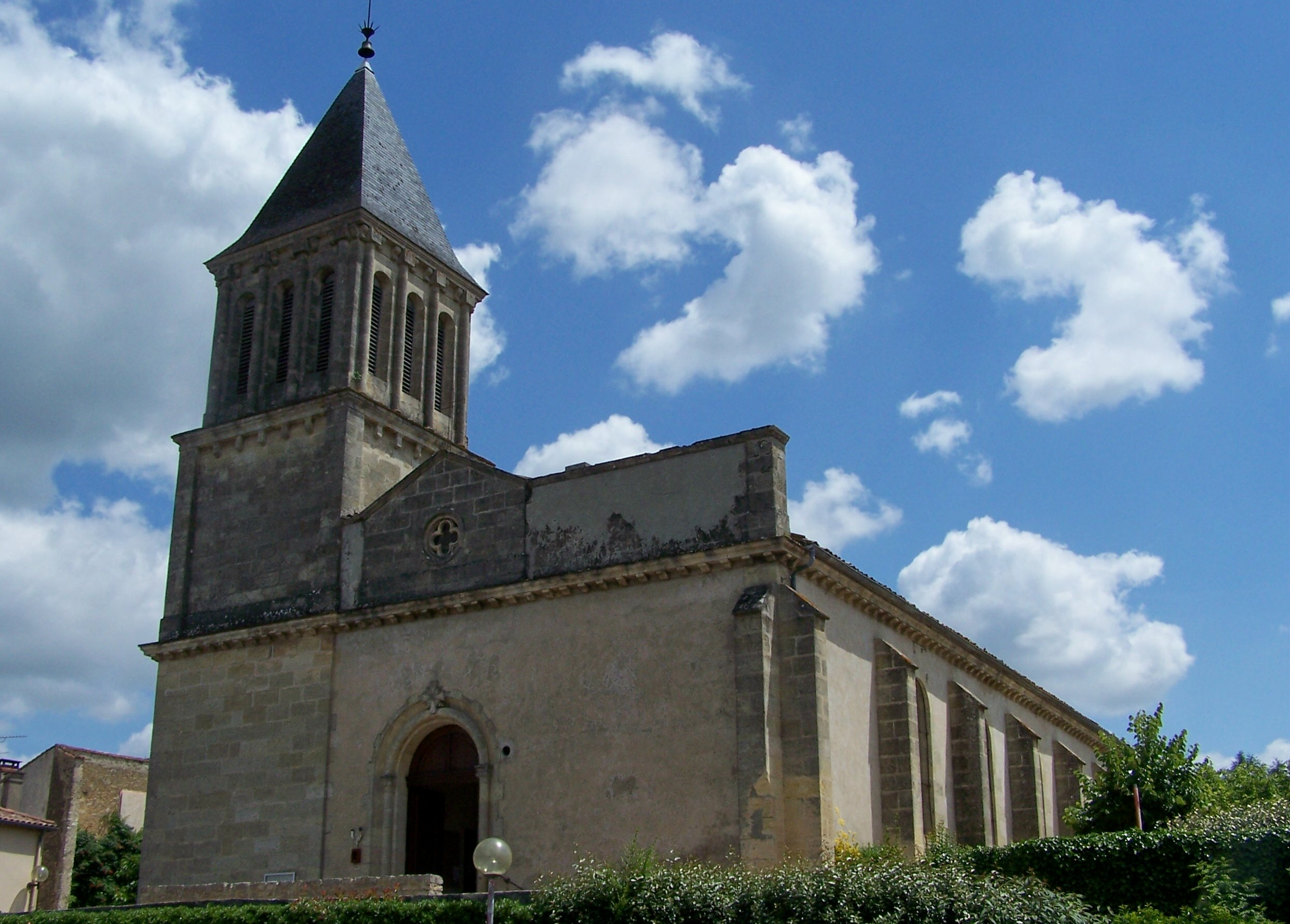
L'église Saint-Pierre (juin 2009)
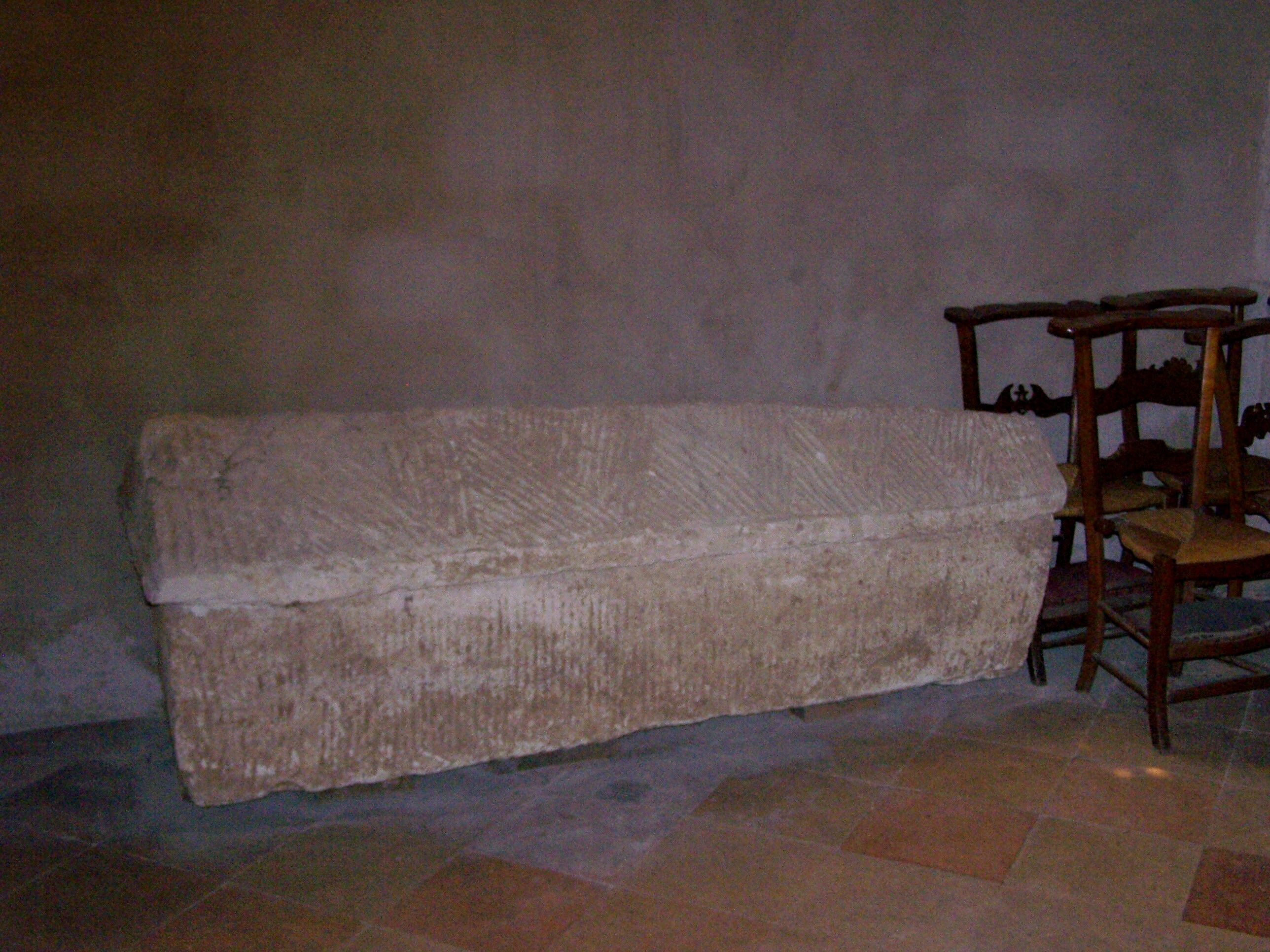
Sarcophage à l'intérieur de l'église (juin 2009)
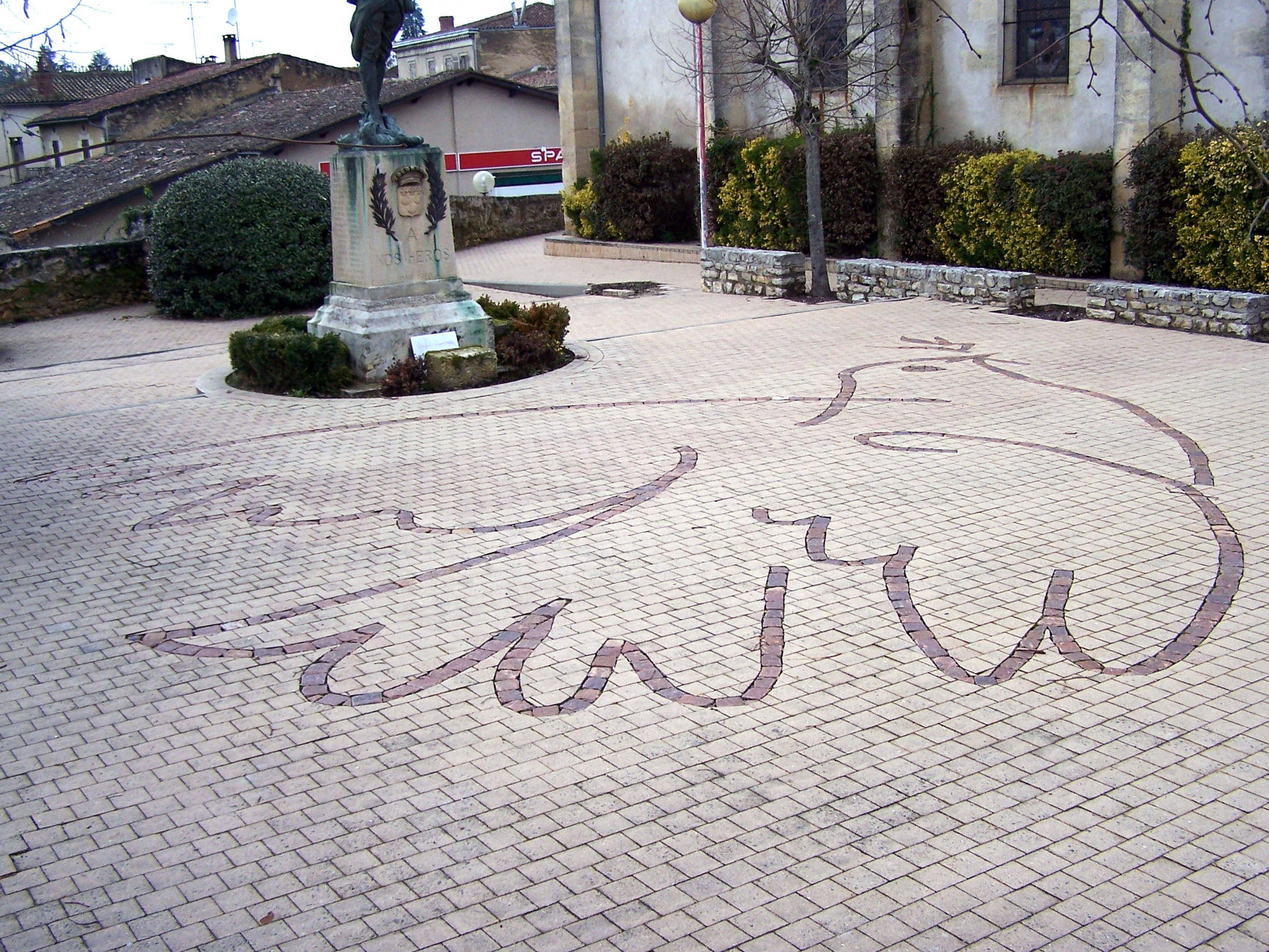
La Colombe de la paix sur le parvis du monument aux morts (janvier  2010)
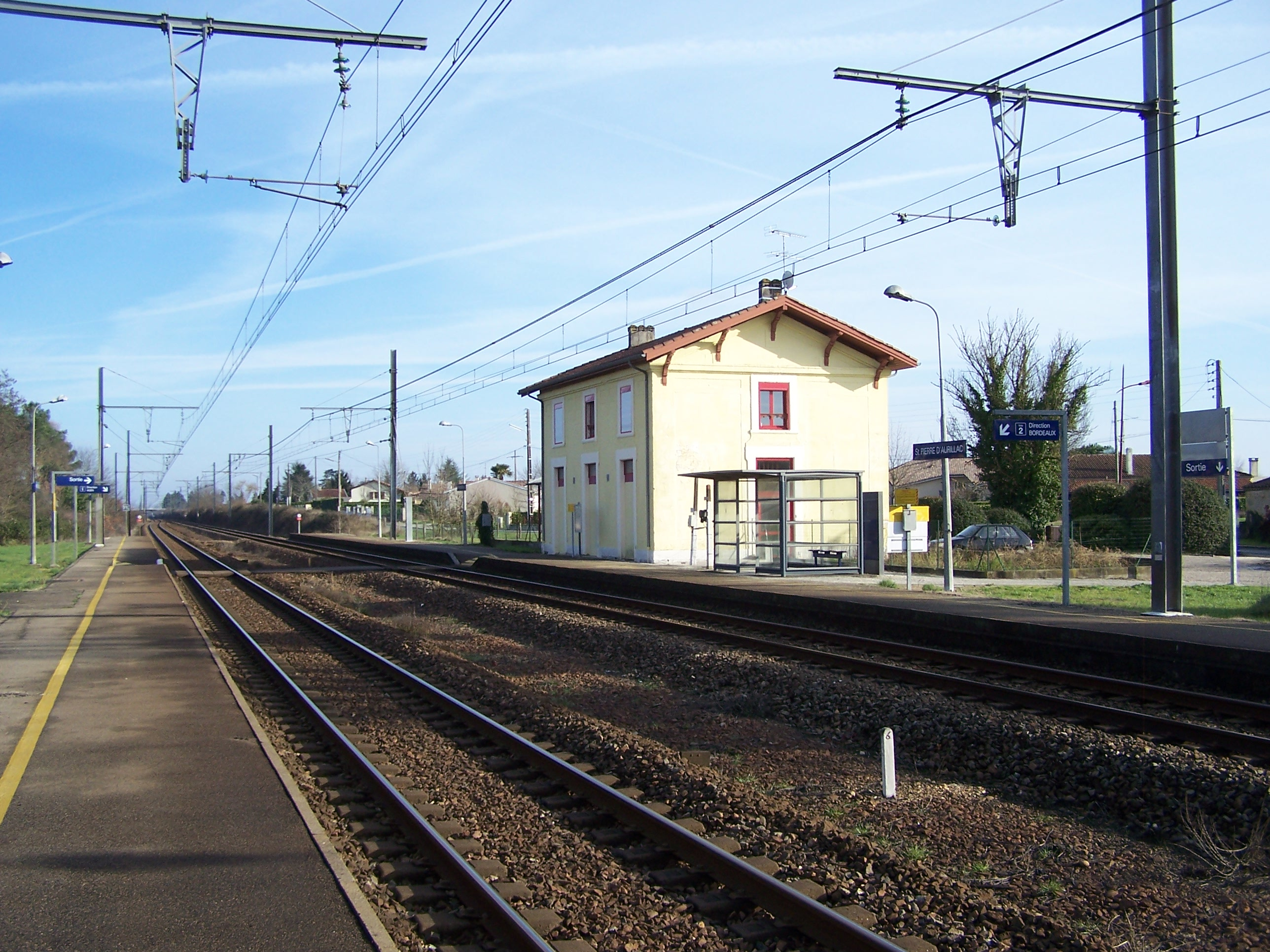
La gare (janvier  2010)
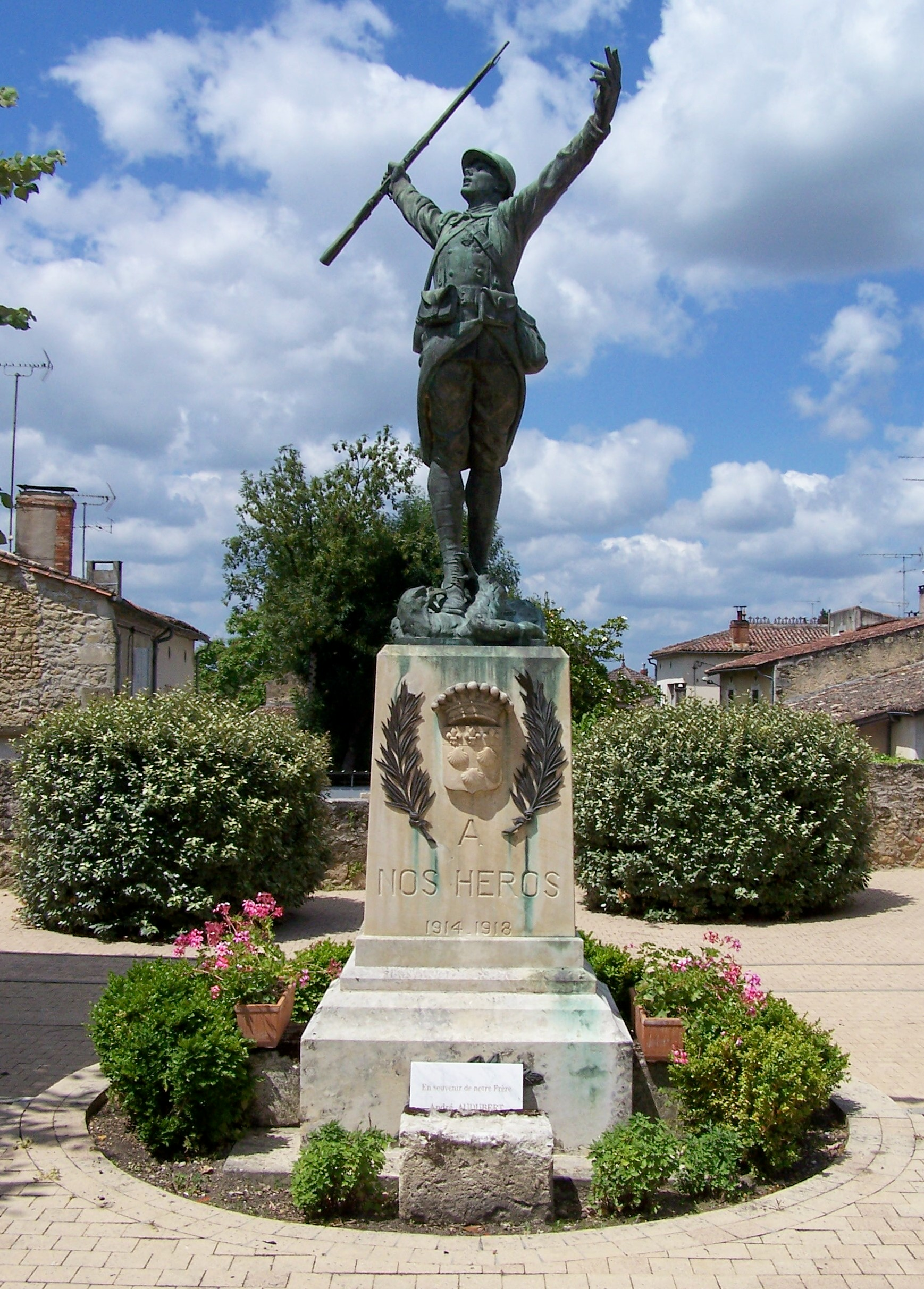
Le monument aux morts à côté de l'église (juin 2009)

### Personnalités liées à la commune
Flore Pannetier[pourquoi ?], auteur-éditeur L'Iceberg, En chemin, de Vézelay à Roncevaux.

## Pour approfondir